# ドイツ国家民主党

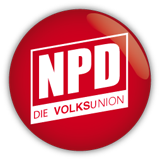
2011年までのロゴマーク

2010年までのロゴマーク

ドイツ国家民主党（独: Nationaldemokratische Partei Deutschlands）は、ドイツの極右・第三の位置政党。略称はNPD（エヌペーデー）。日本語ではドイツ国民民主党とも言われる。一般にドイツにおけるネオナチ団体の筆頭として知られている。
2023年に祖国（独: Die Heimat）へ党名を変更した。
政府の連邦憲法擁護庁は綱領や思想が極右的であると評価し、「憲法秩序に対する脅威」に分類して監視している。一方で旧来のナチス（国民社会主義ドイツ労働者党）支持者やネオナチ運動だけでなく、移民に反感を持つ失業者なども支持層に加えており、小規模ながらある程度の勢力を有している。連邦議会では未だ無議席ではあるものの、これまで幾つかの地方自治体の議会や複数の州議会で議席を得ており、2014年には欧州議会でも1議席を獲得した。その後州議会、欧州議会の議席はすべて失ったが、ヘッセン州の地方自治体で党所属議員が首長に選出され議論を呼ぶなど、なお一定の影響力を維持している。
なお、旧東ドイツにもほぼ同じ名前の衛星政党（ドイツ国家民主党 National-Demokratische Partei Deutschlands, 略称：NDPD）が存在したが、この記事で扱う政党とは無関係である。

## 党史
ドイツ国家民主党はネオナチ団体であるドイツ帝国党（親ソ反米を掲げていたナチズム政党ドイツ社会主義帝国党の分派団体）の後継政党として、1964年に結成された。一時期はDeutsche Volksunion（ドイツ人民連合、DVU）と合併して、"Nationaldemokratische Partei Deutschlands - Die Volksunion"とも名乗っていた。
ドイツでは、ナチス政権成立の経緯への反省から憲法の規定によって、民主主義・自由主義を否定する団体は非合法化される「戦う民主主義」が採られており、過去にドイツ社会主義帝国党とドイツ共産党が禁止されている。NPDの禁止の動きは2002年にあったが、政府側の証人として出廷した人物が政府のスパイだったことが明らかになり、連邦憲法裁判所での審議が中断した。
2012年12月、上院が二度目となるNPD非合法化を連邦憲法裁に申し立てる事を決定し、政府も2013年3月20日に閣議でこれを支持する事を決めた。しかし「NPDへの不用意な注目を集めてしまう」「上院による提訴で十分である」等の理由により、政府としてこの申し立てに参加することは見送ると発表した。

## 政治主張

### 基本イデオロギー
NPDは、バイエルン州内務省の見解によるとナショナリスティックで、ドイツ憲法に敵対的で、人種差別的であるが、対外的にはいわゆる民族多元主義を標榜している。現在の基本政策は、2010年に可決されたものである。
NPDはエスニック・ナショナリズムを基本政策として掲げている。それによると、人間の尊厳は、あるひとつの民族（ein Volk）に所属していることにある。NPDは、人間一人一人ではなく民族を政策の中心に据えており、この点は民主主義的な政党とは異なっている。NPDの見解では、国家の責務は、民族に対して責任を担うことにあり、民族とは、エスニック・グループ（民族）と人種とが均しく調和していることである。
このような基本方針に基づいて、具体的な政治要求が作られている。外国の「ネガティブ」な影響からドイツを引き離すことは、その政治要求のひとつである。経済であれ政治であれ文化であれ、全ての生活領域はもっぱらナショナルなものでなければならない。「ドイツ人が晒されている過剰な多民族（マルチ・エスニック）化」と「過剰外国化（独: Überfremdung）」を阻止しなければならない、とNPDは主張している。そのためにNPDが要求しているのは、ドイツ人でない住民のドイツ連邦からの追放、ドイツマルクの復活、NATOやEUなどの国際同盟からの脱退、第二次世界大戦終結後ドイツに駐留しているアメリカ軍の撤退、難民保護法の撤廃などである。さらにEUへ支払っている高額な分担金を批判し、トルコのEU加盟交渉にも反対している。
NPDは「民族共同体の意思」の貫徹を掲げる権威主義国家に賛成している。NPDの綱領は、様々なナショナリズム的、反資本主義的な展望を取り上げている。国家社会主義の言葉遣いをしており、国家社会主義を連想させる。例えば、「ドイツ家族」とは、女性は主婦であり母親でなければならないとする、最も価値のある生き方である。主婦の活動が職業であることを法的に認識すべきである。経済政策の点では、「経済はドイツ国民に奉仕しなければならない」とか「全ての土地は国民の所有物である」と主張している。また、「強姦殺人、児童殺人、強盗殺人、無差別殺人の再犯や重度の麻薬中毒」の場合に対処するために、死刑を再導入するよう要求している。党は環境問題にも強い関心を持っており、有機農業に賛成しており、原子力発電、遺伝子工学、乱獲、外来種、工場式畜産、動物実験には反対している。もちろん、このような見解はナショナリズム的、人種差別的、「国家衛生的」な観点から引き出されている。NPDの外国人敵視、ホモフォビア、反ユダヤ主義、ナショナリズムに基づいた社会モデル、ポピュリズム・反資本主義、権威主義的指導体制への信仰から、専門家たちは、NPDの基本綱領と1920年代から1930年代初期のナチスの基本綱領には類似性が見られると指摘している。このようにNPDはたんに特定の政策目標を達成したいだけなのではなく、民主主義的な法治国家・憲法国家という今日の支配システムを排除しようとしている。このため、NPDは憲法敵対者と評価されており、1998年のバーデン＝ヴュルテンベルク州憲法擁護庁報告書のなかに、「国民抗議第1回大会」のホルガー・アプフェルの公開演説が見られる。それによるとアプフェルは、「ドイツの政治システムと根本的に戦い、根絶やしにする」唯一の組織政党はNPDであると演説した。「諸君、我々が毎年憲法擁護庁報告書に載って、体制に対して敵対的だと、憲法に敵対的だと、記述されていることを、我々は誇りに思っている。その通り、我々は憲法に敵対的なのです」。

### 報復主義と歴史修正主義
NPDは、ドイツ・ポーランドの国境線の再確定（報復主義）、つまり旧ドイツ領を回収し、旧ドイツ国境に戻すよう要求している。彼らによると、シュレジェン、東ポンメルン、東ブランデンブルク、東プロイセンは再び「ドイツ・ライヒ」に編入されるべきである。
NPDはウェブサイトで、第二次世界大戦勃発はポーランドのせいであると主張していたことがある。歴史的責任、親衛隊や国防軍、数百万の同調者によるナチスの犯罪の歴史的責任は、第二次世界大戦のドイツの犠牲者に対する言及なしには成し得ない。ホルガー・アプフェルは、NPDは「一面的な贖罪告白には協力することはない」と明言している。一方では、ザクセン州のNPD統一会派が2005年1月21日、「全ての犠牲者」に対して行われた黙祷に参加しないことを決定したことが、スキャンダルな事件としてメディアで報道された。「ドレスデン空襲によるドイツ人犠牲者」を考えるつもりであった。2002年6月6日の記者会見でNPDは、自由な思想や行為がドイツで可能にするには、「ユダヤ中央委員会の影響力と権力を壊す」ことが必要だとしている。反ユダヤ主義ではなく「反ユダヤ主義批判」の過剰さを問題にするという政治的議論にも関連していると言える。
2005年1月21日にザクセン州のドレスデンで、第二次世界大戦での大空襲から60年が経ち集会が行われた。一方、NPDは「（連合国による）ドレスデン爆撃は爆弾によるホロコーストだ」と主張して街頭デモをした。ドレスデン市議会で行われたナチス犠牲者への追悼に対し、NPD所属の12人の議員は「第二次大戦中に連合軍の空爆を受けたドイツ各都市の犠牲者を悼むべきだ」と主張し、黙祷を拒否して退場した。

### 反米・人種主義
2008年11月のアメリカ合衆国大統領選挙の後、NPDは「アフリカはホワイトハウスを征服した」というタイトルの文章を公開した。アメリカ合衆国で初のアフリカ系アメリカ人の大統領が選出されたのは「アメリカのユダヤ人と黒人との同盟」の結果だとして、「非白人のアメリカ人は、言語、文化的歴史そして伝統を基礎として有機的に育てられた社会的序列が、人間の本質だと信じている人々に対する宣戦布告である」「バラク・オバマは、この宣戦布告を、厚かましいくらい輝く笑顔の背後に隠しているのだ」と主張した。ドイツでオバマに対して支持が広がっていることについては「アフリカの伝染病に似ている」とした。
フォークトは、様々な白人至上主義の指導者、2009年にアメリカの政治家デビッド・デューク(en:David Duke)との会談を行っている。ウド・パステルス（de:Udo Pastörs）は、2008年の南オセチア紛争におけるロシアの見解をNPDとして支持すると述べた。
2009年にはメクレンブルク＝フォアポンメルン州のポーランド国境に近いユッカー＝ランドー郡で、「ポーランド人の侵略を阻止せよ」と書かれたプラカードを立て、当局に撤去されている。党は撤去の不当を訴えて提訴し、下級審では認められたが上級審で「人の尊厳を傷つけ、治安を乱すものである」と判示され敗訴した。

## 関連団体

### 戦友連合
しばらくのあいだ、厳格な国家社会主義的心情を持った諸グループは、NPDはに対して距離を取っていた。なぜなら、彼らは「市民的」であるように見えたためである。しかし2004年10月にチューリンゲンのライネフェルデ＝ヴォルビスで開かれたNPD党大会で、民衆扇動罪の前科を持つ自由ドイツ戦友連合の活動家トルステン・ハイゼが、NPD連盟代表者に選ばれた。このことは、党と自由ドイツ戦友連合との関係が強化したことを表している。3,000人のメンバーが所属する約170の自由ドイツ戦友連合をハイゼの助けを借りて、自分の政治活動に含めたいとNPDは考えている。
2004年の憲法擁護庁報告書から、NPDとより過激な極右勢力との接近が見られるということである。党は「ドイツ国民戦線」というコンセプトによって、極右陣営統一化運動の中心になった。ユンゲ・フライハイト紙の2004年のインタビューで、全国委員長ウド・フォークトは、この件について以下のように説明した。「もちろん、今日でも国家社会主義は時代の流れのなかでドイツに存在しています。NPDにとってその傾向は重要なものではありませんが、しかし国民自由主義や国民保守主義だけでなく、国家社会主義的傾向も統合しようと試みています。輪郭をはっきりさせることで、政敵がはっきりするのに役立ちますから」と述べている。
暴力容認派で違法となったザクセン・スイス・スキンヘッドの多数のメンバーは、その間にNPDで活動を始めた。そのなかには、犯罪組織設立で有罪となったグループのリーダー、トマス・ザッテルベルク（Thomas Sattelberg）と、共同設立者で前科持ちのトマス・ラッコウ（Thomas Rackow）も含まれていた。

### ドレスデン学派
2006年11月、いわゆる「ドレスデン学派」が、ザクセン州議会でのNPDの記者会見で、初めて紹介された。
ドレスデン学派は、「シンクタンク」としてNPDに尽力し、マックス・ホルクハイマーやテオドール・アドルノなどのフランクフルト学派と全く異なったものと自認している。「罪悪感コンプレックスを抱えた民族（であるドイツ人）を再び精神的に健康に」させることを可能にする修正主義的歴史観を構築するために、「多文化主義者と民族改造者に政治闘争を宣言」している。政治学者のリヒャルト・シュトェースは、このような試みは、他の極右を理論化しようとする試み（例えばトゥーレ・ゼミナール）と同様、「結局はみごとに失敗した」としている。

### 国民社会主義地下組織
2011年11月、NPDのテューリンゲン州における支持団体や青年組織から派生したネオナチ団体「国民社会主義地下組織（NSU）」が、1990年代末から2007年までの間にトルコ、イラン、ギリシャなどからの移民に対するテロを繰り返し、少なくとも9名以上を殺害していた事が明らかとなった。犯人グループの内、2名は銀行強盗中に警察に包囲されて自殺し、残り1名は証拠隠滅を図った後に投降して全容が判明した。捜査の過程でNPDの党幹部がテロ行為に協力したとして逮捕されている。

## 選挙結果
連邦レベルでは、これまで得票が議席獲得に必要な全国得票率5%に達したことがないため、ドイツ連邦議会の議席は未獲得であるが、州レベルでは過去に議席を得ている。また、2014年欧州議会議員選挙（ドイツ選挙区）でも1議席獲得した。
- 1966年11月6日 ヘッセン州議会議員選挙で得票率7.9%を得て、8議席を獲得。翌日に行われたバイエルン州議会議員選挙でも7.4%（15議席）を得て第三党に躍り出た。
- 1968年4月28日 バーデンヴュルテンベルク州議会選挙で得票率7.9%を得て、12議席を獲得。
- 1969年9月28日 連邦議会総選挙で得票率4.3%を獲得したものの、議席獲得ならず[43]。
- 2004年9月19日 ザクセン州議会選挙で得票率9.2%を得て、12議席を獲得。
- 2006年9月17日 メクレンブルク＝フォアポンメルン州議会選挙で得票率7.3%を得て、6議席を獲得。
- 2009年8月30日 ザクセン州議会選挙で得票率5.6%（前回比-3.6%）を得て、8議席（前回比-4）を獲得。
- 2011年9月4日 メクレンブルク＝フォアポンメルン州議会選挙で得票率6.0%（前回比-1.3%）を得て、5議席（前回比-1）を獲得。
- 2014年5月25日 欧州議会選挙で得票率1.0%を得て1議席を獲得。欧州議会に初進出を果たす。
- 2014年8月31日 ザクセン州議会選挙で得票率4.9%（前回比-0.7%）となり、議席を失う。
- 2016年9月4日  メクレンブルク＝フォアポンメルン州議会選挙で得票率3.0%（前回比-3.0%）となり、議席を失う。
- 2019年5月26日 欧州議会選挙で得票率0.3%（前回比-0.7%）となり[44]、議席を失う。

2016年9月以降、議席のある州はない。

- 2019年9月8日 ヘッセン州・アルテンシュタット町のヴァルトジートルング地区（人口2650人）の議会において、互選による首長選出で党所属の議員シュテファン・ヤークシュ（ドイツ語版）[45]が首長に選出された。立候補者はシュテファン・ヤークシュのみで、キリスト教民主同盟、社会民主党、自由民主党に所属する他の議員計7名全員が賛成した[46][47]。

## 歴代党首

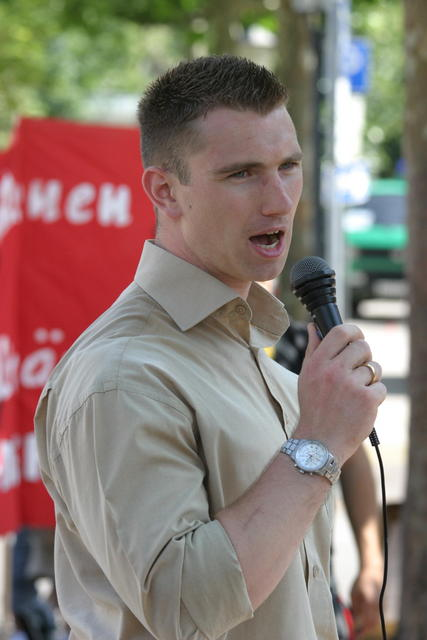
演説中のフランク・フランツ党首

- フリードリヒ・ティーレン（ドイツ語版） 1964-1967
- アドルフ・フォン・タッデン（ドイツ語版） 1967-1971
- マルティン・ムスグヌク（ドイツ語版） 1971-1990
- ギュンター・デッカート 1991-1996
- ウド・フォークト 1996-2011
- ホルガー・アプフェル（ドイツ語版） 2011-2013
- ウード・パステールス（ドイツ語版） 2013-2014
- フランク・フランツ（ドイツ語版） 2014-現在